# Janis Martin

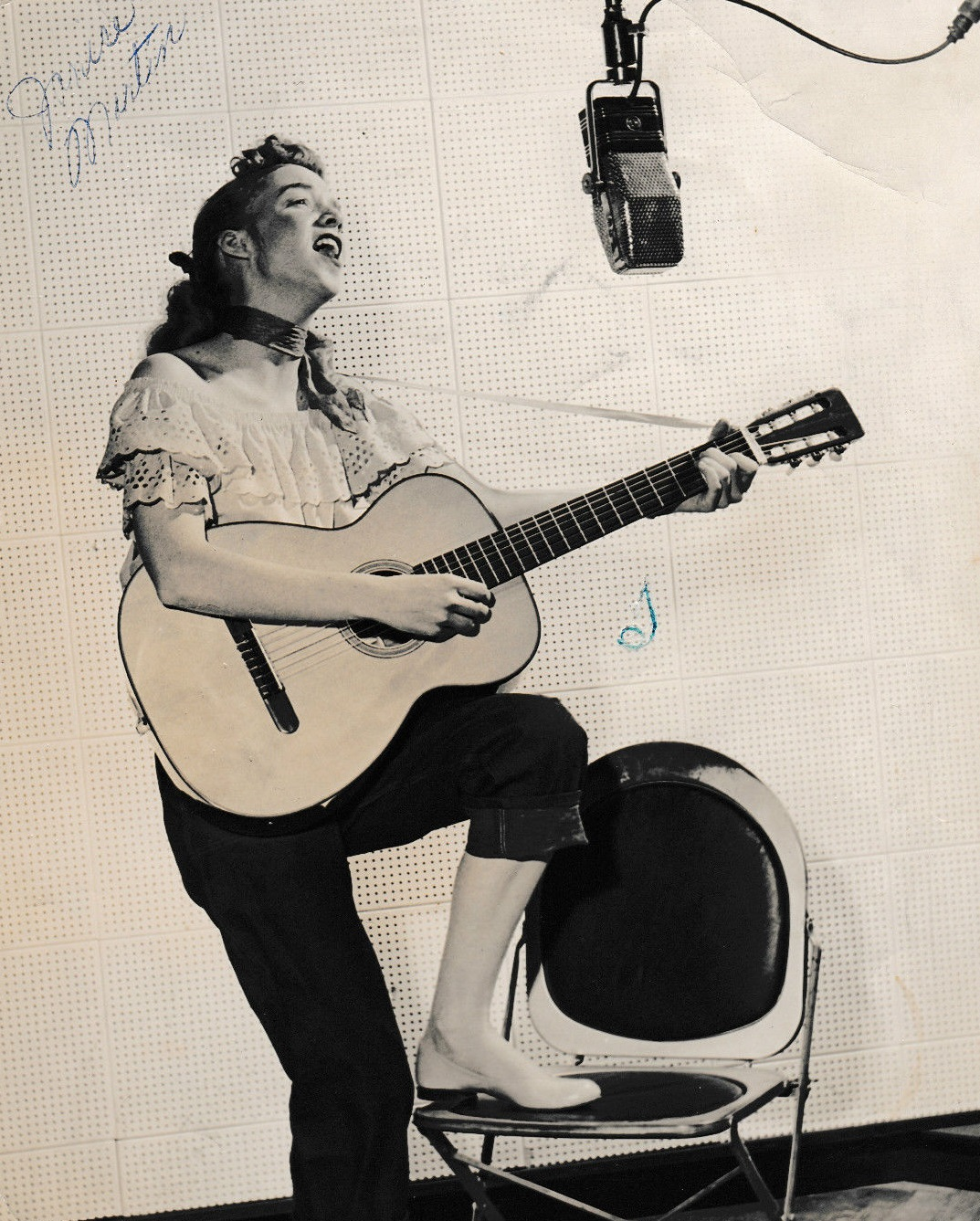
Janis Martin 1956.

Janis Darlene Martin, född 27 mars 1940 i Sutherlin i Pittsylvania County, Virginia, död 3 september 2007 i Durham, North Carolina, var en amerikansk rockabilly- och countrymusiker. 
Skivbolagen gav Martin tillnamnet ”the female Elvis” (kvinnliga Elvis), vilket enligt sajten Rockabilly Hall of Fame ha skett efter att Martins och Elvis Presleys gemensamma skivbolag, och Elvis Presley själv, imponerats av Martins framförande av en sång. 
Martin hade en topp-40-hit med sången ”Will You, Willyum”, och B-side-låten ”Drugstore Rock and Roll” kom att bli en rockabilly-klassiker. 
Martin dog av cancer 3 september 2007.